# Sportler des Jahres 1996 (Deutschland)
Die Sportler des Jahres 1996 in Deutschland wurden von den Fachjournalisten gewählt und am 13. Dezember 1996 in Ludwigsburg ausgezeichnet. Veranstaltet wurde die Wahl zum 50. Mal von der Internationalen Sport-Korrespondenz (ISK).

## Männer
| Platz | Sportler           | Sportart        | Punkte | Erfolge 1996                                                             |
| ----- | ------------------ | --------------- | ------ | ------------------------------------------------------------------------ |
| 1.    | Frank Busemann     | Leichtathletik  | 3399   | Olympiazweiter Zehnkampf                                                 |
| 2.    | Lars Riedel        | Leichtathletik  | 2071   | Olympiasieger Diskuswurf                                                 |
| 3.    | Jens Weißflog      | Skispringen     | 1930   | Sieger Vierschanzentournee                                               |
| 4.    | Boris Becker       | Tennis          | 1871   | Sieger Australian Open u. Grand Slam Cup, Finalist ATP-Weltmeisterschaft |
| 5.    | Jan Ullrich        | Straßenradsport | 1782   | Zweiter Tour de France                                                   |
| 6.    | Andreas Wecker     | Turnen          | 0927   | Olympiasieger Reck                                                       |
| 7.    | Henry Maske        | Boxen           | 0828   | Weltmeister (IBF), 2 Titelverteidigungen                                 |
| 8.    | Ulrich Kirchhoff   | Springreiten    | 0648   | Olympiasieger Einzel u. Mannschaft                                       |
| 9.    | Michael Schumacher | Formel 1        | 0535   | Weltmeisterschaftsdritter                                                |
| 10.   | Andreas Köpke      | Fußball         | 0497   | Europameister mit der Nationalmannschaft                                 |

## Frauen
| Platz | Sportler             | Sportart            | Punkte | Erfolge 1996                                                                      |
| ----- | -------------------- | ------------------- | ------ | --------------------------------------------------------------------------------- |
| 1.    | Katja Seizinger      | Ski Alpin           | 2698   | Weltcupsiegerin Gesamt, Super-G u. Riesenslalom, Weltmeisterschaftszweite Abfahrt |
| 2.    | Astrid Kumbernuss    | Leichtathletik      | 2535   | Olympiasiegerin Kugelstoßen                                                       |
| 3.    | Steffi Graf          | Tennis              | 2511   | Siegerin French Open, Wimbledon, US Open u. WTA Championships                     |
| 4.    | Isabell Werth        | Dressurreiten       | 1512   | Olympiasiegerin Einzel u. Mannschaft                                              |
| 5.    | Dagmar Hase          | Schwimmen           | 1496   | Olympiazweite 400, 800 u. 4-mal 200 Meter, Dritte 200 Meter Freistil              |
| 6.    | Birgit Fischer       | Kanurennsport       | 1376   | Olympiasiegerin Vierer 500, Zweite Zweier 500 Meter                               |
| 7.    | Gunda Niemann        | Eisschnelllauf      | 01115  | Weltmeisterin Mehrkampf u. 3000 Meter                                             |
| 8.    | Ilke Wyludda         | Leichtathletik      | 0782   | Olympiasiegerin Diskuswurf                                                        |
| 9.    | Marianne Buggenhagen | Para-Leichtathletik | 0558   | Paralympics-Siegerin Diskuswurf u. Kugelstoßen, Dritte Speerwurf                  |
| 10.   | Nicole Struse        | Tischtennis         | 0492   | Europameisterin Einzel, Doppel u. Team                                            |

## Mannschaften
| Platz | Sportler                         | Sportart        | Punkte | Erfolge 1996                                                 |
| ----- | -------------------------------- | --------------- | ------ | ------------------------------------------------------------ |
| 1.    | Fußballnationalmannschaft Männer | Fußball         | 4089   | Europameister                                                |
| 2.    | Team Telekom                     | Straßenradsport | 3158   | Gesamterster, -zweiter u. Sieger Punktwertung Tour de France |
| 3.    | Springreiter-Equipe              | Springreiten    | 1932   | Olympiasieger                                                |
| 4.    | Dressur-Equipe                   | Dressurreiten   | 1441   | Olympiasieger                                                |
| 5.    | Biathlon-Staffel Frauen          | Biathlon        | 1088   | Weltmeister                                                  |
| 6.    | Borussia Dortmund                | Fußball         | 1017   | Deutscher Meister                                            |
| 7.    | Doppel-Vierer Männer             | Rudern          | 0696   | Olympiasieger                                                |
| 8.    | Viererbob-Team Christoph Langen  | Bobsport        | 0641   | Weltmeister                                                  |
| 9.    | Doppel-Vierer Frauen             | Rudern          | 0491   | Olympiasieger                                                |
| 10.   | Deutschland-Achter               | Rudern          | 0376   | Olympiazweiter                                               |